# Gustavo Pulitzer-Finali
Gustavo Pulitzer-Finali (Trieste, 1887 – 1967) è stato un architetto, urbanista e designer italiano.

## Biografia
È stata una delle figure di maggior rilievo nell'architettura navale dell'inizio del XX secolo. Con Ignazio Guidi e Cesare Valle sviluppò l'idea e l'evoluzione della città di Carbonia, in Sardegna, voluta dal regime fascista nella seconda metà degli anni trenta, e anche quello di Arsia in Istria.
È stato uno dei maggiori progettisti di interni navali del suo tempo, esponente di punta della scuola triestina, più propensa ad uno stile contemporaneo, in contrasto con quella genovese più incline al classicismo "britannico" ; a lui si devono realizzazioni d'avanguardia come la motonave Victoria, oltre che l’allestimento degli interni di molti transatlantici italiani, tra cui il Conte di Savoia, l'Andrea Doria, la Leonardo da Vinci e, come ultimo lavoro, la Michelangelo.